# کشیش و دختر (فیلم)
کشیش و دختر (به پرتغالی: O Padre e a Moça) یک فیلم درام برزیلی محصول سال ۱۹۶۶ به کارگردانی خواکیم پدرو دی آندراد است که بر اساس شعری به همین نام از کارلوس دراموند دی آندراد ساخته شده‌است.
این فیلم در رشته کوه‌های اپیناسو واقع در ایالت میناز ژرایس فیلمبرداری شده‌است.

## داستان
در شهر کوچکی در میناز ژرایس، ورود یک کشیش جوان در فضای محافظه کارانه شهر، غوغایی ایجاد می‌کند که با جذب ناگهانی این کشیش به دختری زیبا تشدید می‌شود.
این عشق ممنوعه خیلی زود به یک شور و شوق لجام گسیخته تبدیل می‌گردد.